# Lijst van gebouwen aan de Beethovenstraat
Dit is een incomplete lijst van gebouwen aan de Beethovenstraat in Amsterdam-Zuid. De stijl loopt uiteen van Amsterdamse School tot het nieuwe bouwen en 21e-eeuwse architectuur. De opvallendste gebouwen zijn weergegeven.

## Beethovenstraat oneven
| Object                                | Bouwperiode | Monumentenstatus      | Omschrijving | Afbeelding |
| ------------------------------------- | ----------- | --------------------- | --- | ---------- |
| Beethovenstraat 1                     | 1955        | geen                  | Villa ontworpen door Arend Jan Westerman De originele villa uit de jaren 20 werd in 1944 als vergeldingsmaatregel door de Duitse bezetter in brand gestoken en in 1954/1955 naar een nieuw ontwerp van Westerman weer opgebouwd. |            |
| Beethovenstraat 3-9                   | 1938/1939   | gemeentelijk monument | Woon/winkelblok Apollolaan 65-83 hoek Beethovenstraat 3-9 uit 1938/1939 naar het laatste ontwerp van architect Jan Frederik Staal, sinds 2013 gemeentelijk monument vanwege onder meer de uniforme verticale gevelindeling met erkers, beplatingen en de bakstenen geveldelen, die elkaar strak afwisselen; verdere kenmerken zijn de hier en daar toegepaste ronde ramen, de balkons met hekjes op de erkers; een verschil zit juist in de indeling van de begane grond, aan de Apollolaan zijn het woningen, aan de Beethovenstraat winkels met winkelbrede etalages: uniform zijn weer de versieringen bij de portiekingangen. |            |
| Beethovenstraat 11-27                 | 1929        | geen                  | Bouwblok ontworpen door Gerrit Jan Rutgers Complex met Corellistraat 25-27, Gerrit van der Veenstraat 40-74; alhoewel van dezelfde architect zit er verschil in de aard van de bebouwing; Rutgers wilde bewust een verschil aanbrengen tussen de verkeersadres met woningen en winkels aan de Beethovenstraat (gebouwd met grauwe baksteen en dakpannen) en de rustige straat met alleen woningen aan de Gerrit van der Veenstraat (gebouwd met rode Limburgse handvorm en Utrechtse leipannen). Er zijn hier vier beeldhouwwerken van Theo Vos te zien. De Beethovenstraat 11-27 is afgebeeld in het midden.                     |            |
| Beethovenstraat 29-39                 | 1996        | geen                  | Oorspronkelijk gebouwd naar een ontwerp van Heineke en Kuipers voor Garage Euterpe (auto- en fietshandel). In 1996 heeft dat plaatsgemaakt voor nieuwbouw in combinatie met Gerrit van de Veenstraat 55-57 en Brahmsstraat 32-132 |            |
| Beethovenstraat 49-71                 |             |                       | Architect Gerrit Jan Rutgers |            |
| Beethovenstraat 81-83                 | 1930        | geen                  | Architect Izaak Blomhert Bouwblok met Stadionweg 35-39 en Schubertstraat 40-46 |            |
| Beethovenstraat 85-107                | 1929-1930   | geen                  | Architect Abel Kok Woon- en winkelpanden onder de naam Flatgebouw Zuid-Uitleg. Afgebeeld portiek 93-95 van het complex |            |
| Beethovenstraat 109-119               | 1928-1930   | geen                  | Architect Co Franswa Bouwblok in verstrakte vorm binnen de Amsterdamse School, tezamen met Bernard Zweerskade 19-24 en Schubertstraat 82-88 |            |
| Beethovenstraat 149-155               | 1956        | gemeentelijk monument | Architect Allert Warners Flat met zestien appartementen en onderliggende garageboxen/bergingen (in de plint) bekend als Flatgebouw Parkhove. Het is opgetrokken in de stijl van het nieuwe bouwen met als voorbeeld Unité d'Habitation van Le Corbusier. De inkleuring doet denken aan de Warnersblokken. Boven afgebeeld voorgevel, beneden afgebeeld achtergevel. |            |
| Beethovenstraat 159-193               | 1961        | rijksmonument 532211  | Gebouw met flinke overstek met de zijkant de toegang (159-169) en aan achterzijde aaneengeschakelde garageboxen (171-193), onderdeel van de Princesseflat. Architect Mart Stam, de ontwerper van het geheel, had hier enige tijd zijn kantoor |            |
| Beethovenstraat 195-265               | 1961        | rijksmonument 532211  | Princesseflat ook wel Sterflat naar een ontwerp binnen het functionalisme van Mart Stam. Officieel: drie vleugels gebouwd op Y-vormige plattegrond, officieus stervormig; opvallende hoogbouw (negen verdiepingen) in de buurt toen het gebouwd werd |            |
| Beethovenstraat Prinses Irenestraat   | 2012        | geen                  | Sint-Nicolaaslyceum van DP6 |            |
| Beethovenstraat/plein                 | 2016        | geen                  | Hoofdkantoor Stibbe Advocaten naar een ontwerp van Jo Coenen |            |
| Beethovenstraat/Christian Neefestraat | 2017        | geen                  | Hoofdkantoor AkzoNobel naar een ontwerp van Group A |            |

## Beethovenstraat even
| Object                         | Bouwperiode | Monumentenstatus      | Omschrijving | Afbeelding |
| ------------------------------ | ----------- | --------------------- | --- | ---------- |
| Beethovenstraat 4-18           |             | geen                  | |            |
| Beethovenstraat 38-40          | 1929        | geen                  | Architect Gerrit Jan Rutgers Complex Beethovenstraat 38-40 (rechts) met Gerrit van der Veenstraat 76-78 (links). Rutgers paste zijn ontwerp aan aan dat van Cornelis Blaauw (andere bouw aan de Gerrit van der Veenstraat en Cornelis Kruyswijk (eveneens vertegenwoordigd in deze buurt). |            |
| Beethovenstraat 84-96          | 1940-1955   | gemeentelijk monument | Muzenhof, ontworpen door J.F. Berghoef en J. Dunnebier in nieuwe-bouwenstijl Deel van complex Cliostraat 1-71Sijsjesstraat 40, Stadionweg 102-168 met een binnentuin oorspronkelijk ontworpen door Mien Ruys. Een deel van het complex stamt uit 1940; deel 2 werd pas na de Tweede Wereldoorlog opgeleverd (1955). De afsluiting aan het Minervaplein 9-15 werd ontworpen door Cornelis Blaauw en kwam in 1956. De toepassing van stalen kozijnen in het eerste deel was destijds een nieuwigheid.                                                                                                   |            |
| Beethovenstraat 200            | 1974        | geen                  | Voormalig hoofdkantoor van Winterthur Group (1974) werd in 2017/2018 geheel omgebouwd naar een ontwerp van Benthem Crouwel Architecten; het kreeg een dak van in aluminium uitgesneden bladeren; buiten de rooilijn van het oorspronkelijke gebouw wordt dat gedragen door een constructie die lijkt op een boom; er werd een verdieping op het pand gezet en de binnenplaats werd door het nieuwe dak overkapt; voorts werd het gebouw voorzien van een nieuwe parkeergarage; alles werd in het werk gesteld om het gebouw te laten voldoen aan de BREEAM eisen, zo vangt het dak regenwater op etc. |            |
| Beethovenstraat/Strawinskylaan |             | geen                  | WTC heeft een zijgevel aan de Beethovenstraat. Vanaf 2018 tot 2021 wordt daar gebouwd aan Tower Ten, een nieuwe vleugel |            |
| Beethovenstraat 400            | 2016        | geen                  | Ontworpen door UNStudio |            |
| Beethovenstraat 500            | 2016        | geen                  | Ontworpen door Felix Claus en Dick van Wageningen Voor de omgeving een eenvoudig ontworpen gebouw van glas, chroom en natuursteen. De gevelwand aan de Gershwinlaan is vlak, terwijl er diepliggende balkons zijn op de hoek Beethovenstraat en De Boelelaan. Het gebouw heeft een binnentuin. |            |